# Lophiarella splendida
Lophiarella splendida (лат.) (в литературе встречаются русские названия — Онцидиум прекрасный, Онцидиум блестящий) — многолетнее литофитное трявянистое растение из семейства Орхидные, или Ятрышниковые (Orchidaceae).
Устаревшее название: Онцидиум прекрасный (лат. Oncidium splendidum). Вид не имеет устоявшегося русскоязычного названия. Обычно используется устаревшее научное именование Oncidium splendidum или же Trichocentrum splendidum.
Систематическое положение вида не постоянно, за последние годы оно подвергалось многократным пересмотрам. Так с 1842 по 1993 вид относили к роду Oncidium, с 1993 по 2001 — к роду Lophiaris, в 2001 году все виды рода Lophiaris было решено относить к Trichocentrum, в 2013 году, четыре вида из этого рода (включая настоящий), на основании молекулярных исследований, были выделены в род Lophiarella.

## Ботаническое описание

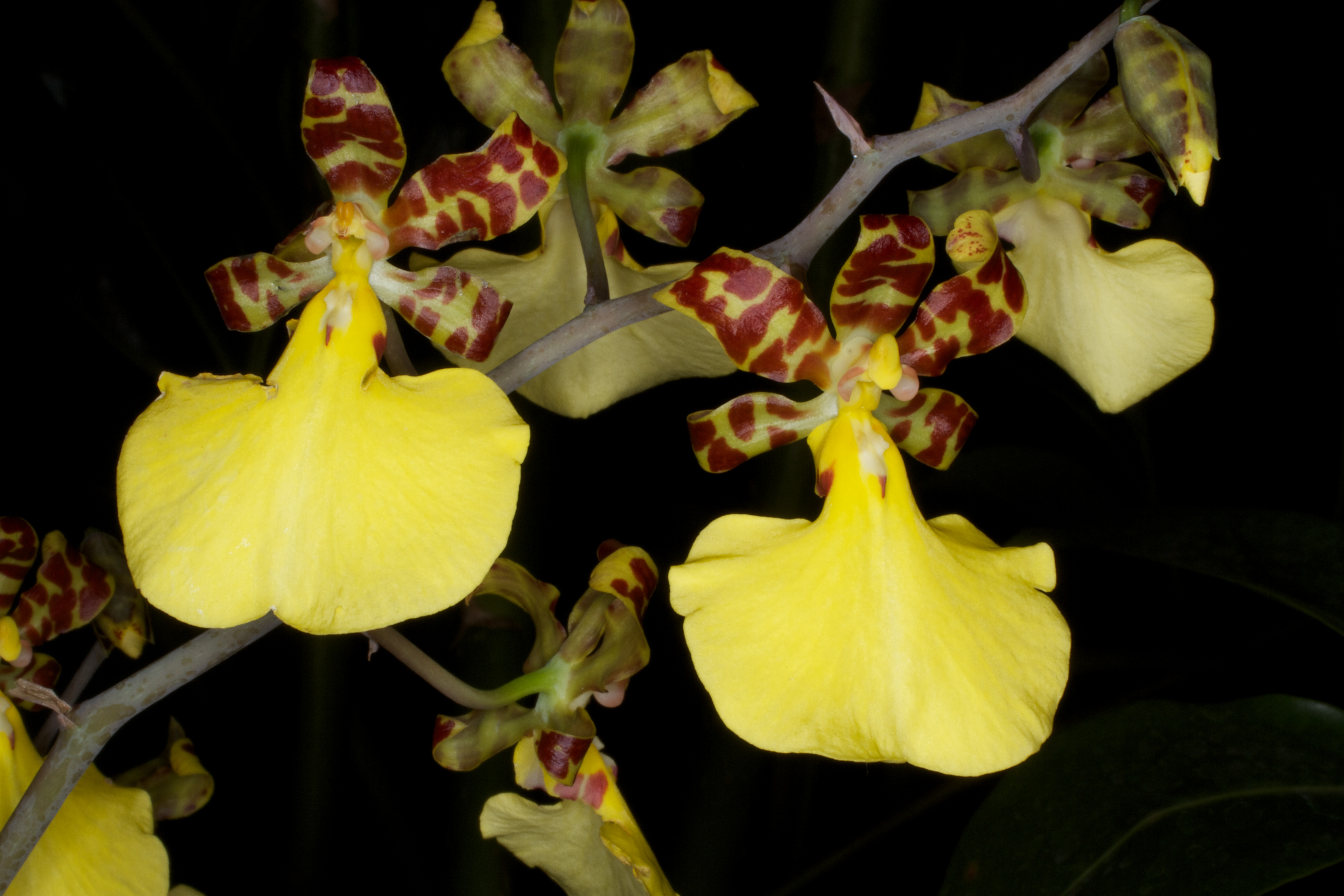
Цветки

Побег симподиального типа. Псевдобульбы длиной до 7 см, яйцевидные, сплющенные.
Листья удлинённо-ланцетные, V-образные в сечении, очень жёсткие, твёрдые, каменистые, буро-зелёные до почти чёрных, на прямом солнце, до 30 см в длину, до 6 см в ширину, долгоживущие (до 10 лет и более).
Цветонос толстый, крепкий, прямой, до 1 м длиной, белёсый от воскового налёта, несет 2—70 цветков. Цветки восковые, жёсткие, без аромата, до 7,5 см в диаметре. Чашелистики и лепестки жёлтые, с красно-коричневыми пятнами, сливающимися в поперечные полосы. Чашелистики овальные, с коротким коготком, заострённые и волнистые на конце, который, загнут назад, длиной около 3 см, шириной 2 см. 
Губа жёлтая, одноцветная, неясно двулопастная, цельная, длиной до 5 см, шириной до 6 см. Боковые лопасти ушковидные. Колонка короткая, длиной 0,7 см.

## Ареал, экологические особенности
Гватемала, Гондурас и Никарагуа. Литофит. Горные леса и кустарники на высотах от 825 до 850 метров над уровнем моря.
Относится к числу охраняемых видов (II приложение CITES).